# Cerhomalus mechowi
Cerhomalus mechowi är en skalbaggsart som beskrevs av Max Quedenfeldt 1884. Cerhomalus mechowi ingår i släktet Cerhomalus och familjen Orphnidae. Inga underarter finns listade i Catalogue of Life.